# L'Arc de Sant Martí
|  | Per a altres significats, vegeu «arc de Sant Martí». |

L'Arc de Sant Martí (o també L'Arch de Sant Martí) fou un diari català que aparegué a Sant Martí de Provençals (Barcelona) entre el 4 de maig de 1882 i el 10 de desembre de 1892. El seu director fou Josep Serra i Sulé.

## Naixement
La primera vegada que es va publicar L’Arc de Sant Martí va ser el 4 de maig de 1882. El periòdic va ser fundat i dirigit per Joan Serra i Sulé, la intenció d’aquest periòdic era atraure al lector no identificat amb el catalanisme, la seva tendència era un catalanisme conservador oposat als diaris dinàstics, però també van escriure alguns articles força radicals.
En la seva primera publicació i sota el títol “PERQUÉ VENIM” trobem aquest paràgraf: “(...)Som catalanistas: heus aqui la nostra política, expressada en un sol mot. Catalunya fou un dia una nacionalitat rica, floreixent, gloriosa y envejada de tots los demés pobles d" Europa, y com á bons fills que som desitjem seguir la grandiosa y brillant tradició que nostres pares nos llegàreu: volem que 'l passat de Catalunya sia mirall del seu pervenir. No tenim fé en cap dels partits que per desgracia divideixen als catalans com als demés espanyols, perquè tots, comprimits en un motilo estret y mesquí, procuran, sino directament d'una manera indirecla, la desnaturalisació de nostre carácter; junts travallan á despullamos de lo que tenim de propi, que volem conservar á tot preu, per ésser precisament lo carácter de nostre poble lo que feu que Catalunya fos un temps generalment ben volguda y respectada.(...)” 
El periòdic era setmanal, d’aquí que el seu títol fos: “L'Arch de Sant Martí: periódich polítich defensor dels interessos morals y materials del país : se publica al menos una vegada cada setmana”.

## Història
Entre el juliol del 1885 i el 1887 la seva periodicitat va ser bisetmanal i el títol va passar a ser: “PERlODICH REGIONALISTA, Defensor dels interessos morals y materials del País. SE PUBLICA A LO MESOS DUGAS VEGADAS CADA SETMANA”
El preu d’aquest també va canviar al llarg de la seva història. Al principi el seu preu per als habitants de Sant Martí era de 4 reals al mes, per als de fora era de 12 al trimestre. Al 1885 el preu va canviar, per als habitants de sant martí va passar a ser 2 reals al mes o 4 si era subscripció al periódic i a la biblioteca, per als de Barcelona el preu era de 12 reals al trimestre, 14 per als de províncies i 16 per als de l'estranger.
El juliol del 1885 va passar a ser publicada dues vegades per setmana i el preu per als de Sant Martí i Barcelona seguia sent el mateix, però per als de províncies va passar a ser 16 reals al trimestre, per als de l'estranger (Unió Postal) 72 reals a l'any, per als de Ultramar 100 reals a l’any, un numero de periòdic valía 2 quartos, un número de biblioteca 4 quartos i un número endarrerit valia 1 real.
El gener de 1886 el preu va tornar a canviar, per Sant Marti y Barcelona el preu era 4 rals al mes, per províncies 16 reals al trimestre, per l'estranger (Unió postal) 72 reals I'any, per l’ultramar 100 reals l’any, un número de periodic 2 quartos i un número endarrerit 1 ral.
Al maig de 1887 el preu va tornar a canviar, ara per Sant Marti y Barcelona valia 4 reals al mes, per provincias 16 reals al trimestre, per l'estranger (Unió postal) 72 reals l’any i un número endarrerit 1 real.
Al 1888 la revista va tornar a ser setmanal, però els preus es van mantenir.
Al desembre de 1891 va ser l'únic més que només es va publicar 1 vegada, quan teòricament era un periòdic setmanal.
Seccions principals eren un apartat pels espectacles, una secció religiosa, la secció de novas i els anuncis. També van tenir una secció doctrinal i una oficial, però aquestes van començar a publicar-se els últims anys. Des d’un principi el periòdic publicava temes culturals, religiosos i polítics.
Tingué fins a vuit impressors:
| Taula d’impressors          |                                      |
| Núm. 1 (4 maig 1884)        | Imprempta de la Renaixensa           |
| Núm. 122 (4 febrer 1886)    | Imprempta J Delclos                  |
| Núm. 133 (14 mars 1886)     | Imprempta de J. Balmas Planas        |
| Núm. 182 (2 setembre 1886)  | Tipografia Española                  |
| Núm. 218 (9 janer 1887)     | Establiment Tipográphic de G. Susany |
| Núm. 318 (8 janer 1888)     | Estampa de Fidel Giró                |
| Núm. 465 (2 novembre 1890)  | Impremta La Catalana                 |
| Núm. 497 (14 juny 1891)     | Tipografía Susany y Compañía         |
| Núm. 519 (25 desembre 1891) | Imprempta La Catalana                |

## Ideologia
Es classifica, segons els estudiosos de la premsa, dins de les publicacions catalanistes. Al subtítol es defineix com a periòdic polítich defensor dels interessos morals y materials del País i quan comença a aparèixer dos cops per setmana canvia el mot “polítich” pel de “regionalista”. Volia atreure lectors no catalanistes. Tenia gran afinitat amb “La Renaixensa”. També podem veure que la seva ideologia és catalanista en els diferents articles que publicava amb títols com “Catalanisme” o “¡Abaix lo centralisme!. A més hem de donar-li importància a l’article “Al nostre 2 de maig” on reivindica l’11 de setembre, que es va publicar el 12 de setembre de 1886, i també al número extraordinari “Catalunya a Irlanda” publicat l’1 de maig de 1887, no va ser l'únic article sobre el tema de la independència d'Irlanda, ja que van seguir aquest procés que és sens dubte un punt de referència del nacionalisme català.

## Final
El final del periòdic va arribar el 25 de desembre de 1882 després de 571 publicacions. Al darrer volum expliquen que havia tingut 21 causes criminals, 3 d'elles eren causes polítiques i la resta per dir la veritat.

## Relació de directors i col·laboradors
El 22 de maig de 1884 va sortir la quarta publicació i en aquesta es va publicar aquesta llista de col·laboradors: 
“Aguiló, D. Marian. Mestre en gay saber.—Agulló, D. Ferrant.—Alesant, D. Francisco de P.—Alsina y Combas. D. Pere.—Andalús del Clot.—Arabia y Solanas, D. Ramon.—Armengol de Badia, D.' Agnès.—Aulestia y Pijoan, D. Antoni —Balaguer, Excm. Sr. D. Victor. Mestre en gay jater.—Belllloch, D ' Maria de.—Calvet, D. Damàs, Mestre en gay saber.—Canti, D. Domingo.—Claramunt, D. Lluis.—Coca y Collado, D. Emili,—Collell, D Jaume, Mestre en gay saber.—Costa y Llobera, D. Miquel.—Farnés, D. Sebastià. —Fiter é Inglés, D. Joseph.—Folguera, D. Manuel.—Franquesa y Gomis, D. Joseph, Mestre en gay siber.—Gallard, D. Arthur.—Garcia Vilamala. D. Càrles.—Guimerà, D. Angel, Mestre en gay saber.—Gimferrer y Serrallonga, D. Joan.—Güell, D. Bruno.—Llach, D. Joan.—Mani y Turró, don I—Masriera, D. Arthur.—Matheu, D. Francesch.—Millet, D. Joan.—Moncerdà de Macià, D. Dolors.—Mont Guinardó.—Massanés de González, don D. Josepha María.—Oller, D. Narcís.—Palau, D. Ramon.—Penya d'Amer,
D. Victoria.—Pepratx, Mr. Justin.—Pirozzini y Marti, D. Carles.—Provensana, D. Pau de.—Planas de Tawerne, D. Lluis.—Ramon y Vidales, D. Jaume.—Riera y Bertran, D. Joaquim.—Rosselló, D. Joseph.—Santaló, don Pere.—Sanpere y Miquel, D. Salvador.—Socias, D. Carles.—Soler y Prat. D. Antoni.—Soler, D. Frederich. Mestre en gay saber.—Sunyol. D. Esteve. —Teixidor, D. Joaquim —Tobella. D. Francisco X.—Toda, D. Eduard.— Turrent, D. Eudalt —Ubach y Vinyeta, D. Francesch, Mestre en gay saber. —Valldaura, D. Agna de.—Verdaguer, D. Jascinto, Mestre en gay saber.— Vilanova, D. Emili—Ward, D. Benjamí.”
A partir del 1888 es van començar a posar el nom de qui redacta cada article al final d’aquest però molts ho feien amb inicials o amb pseudònims. Aquest son els noms que hi trobem: J. Narcís Roca; Joseph Fullarachs; Thetis; Ferrant Agulló; Felip de Hita y Morros; Emili Vilanova; Justin Pépratx; F. Campillá; Jaume Novellas de Molins; J. Agustí i Carreras; Bartomeu Sala; J. Ferrixa y Cos; Joan Serra i Sulé; E. Diumaró Grané; Joseph Cortils y Vieta; E. Moliné; Joan Gubern; Benvingut Cabot; Francisco Millet i Villá; Donya Maria de Bell Lloch; Mossen Borra; Joan Millet y Pagés; Joan Arbós y Alleu; Gayetá Cornet y Mas; Ferran Alsina; E. Diumaró y Grana; J. Avné Rabell; Bartomeu Sala; Jaume Novellas de Molins; S. Bernadas Rodá; S. Farnés; Manel Fologuera; Victor Balaguer; B. Llorens; Vicens de Ferrer; Pau Sans i Guitart; Francesc de Bofarull; Vicents de Febrer; Lluís B. Nadal; Joseph Anguela; E. Contarine De Latour; i Ferran Alsina. 